# Нова-Сори
Нова-Сори (порт. Nova Soure)  —  муниципалитет в Бразилии, входит в штат Баия. Составная часть мезорегиона Северо-восток штата Баия. Входит в экономико-статистический  микрорегион Рибейра-ду-Помбал. Население составляет 24 209 человек на 2006 год. Занимает площадь 1021,277 км². Плотность населения — 23,7 чел./км².

## История
Город основан в 1938 году.

## Статистика
- Валовой внутренний продукт на 2003 год составляет 41 667 476 реалов (данные: Бразильский институт географии и статистики).
- Валовой внутренний продукт на душу населения на 2003 год составляет 1714 реалов (данные: Бразильский институт географии и статистики).
- Индекс развития человеческого потенциала на 2000 год составляет 0,596 (данные: Программа развития ООН).

## География
Климат местности: полупустыня.